# Polieder
Poliéder je trirazsežno geometrijsko telo, ki je omejeno z mnogokotniki. 
Bolj natančno je polieder telo omejeno s končnim številom ravnih ploskev, ploskve se stikajo v ravnih robovih, robovi pa se stikajo v ogliščih. Zgledi znanih poliedrov so: kocka, piramida in prizma. Polieder je trirazsežen (je del prostora) zato se tudi notranjost šteje k poliedru. Polider je trirazsežni analogon mnogokotnika (poligona). Splošnejši izraz za mnogokotnike, poliedre in tudi analogna telesa v višjih razsežnostih je politop.
Polieder je lahko
- konveksen, če je vsaka daljica med katerimakoli točkama poliedra v celoti vsebovana v poliedru
- enakorob, če so vsi robovi iste dolžine
- pravilni polieder - polieder je omejen s skladnimi pravilnimi mnogokotniki tako, da se v vsakem oglišču stika isto število ploskev.

Eulerjeva karakteristika opisuje odnos med številom robov (r), oglišč (o) in ploskev (p) enostavno povezanega poliedra:
p - r + o = 2
Obstaja točno pet pravilnih konveksnih poliedrov, to so že od antike poznana platonska telesa: tetraeder, kocka, oktaeder, dodekaeder in ikozaeder.

## Topološko različni konveksni poliedri
Dva poliedra sta »topološko različna« kadar imata različno razporeditev stranskih ploskev in oglišč, tako da se ne da spremeniti enega v drugega samo s spremembo dolžine robov ali kotov med robovi in stranskimi ploskvami. Razpredelnica podaja število topološko različnih konveksnih poliedrov. Pri tem se kiralnih (zrcalnih) oblik ne šteje.
| št. SP | ime           | OEIS A000944        |
| ------ | ------------- | ------------------- |
| 4      | tetraeder     | 1                   |
| 5      | pentaeder     | 2                   |
| 6      | heksaeder     | 7                   |
| 7      | heptaeder     | 34                  |
| 8      | oktaeder      | 257                 |
| 9      | eneaeder      | 2.606               |
| 10     | dekaeder      | 32.300              |
| 11     | hendekaeder   | 440.564             |
| 12     | dodekaeder    | 6.384.634           |
| 13     | tridekaeder   | 96.262.938          |
| 14     | tetradekaeder | 1.496.225.352       |
| 15     | pentadekaeder | 23.833.988.129      |
| 16     | heksadekaeder | 387.591.510.244     |
| 17     | heptadekaeder | 6.415.851.530.241   |
| 18     | oktadekaeder  | 107.854.282.197.058 |
| 19     | eneadekaeder  | –                   |
| 20     | ikozaeder     | –                   |